# Gnuplot
gnuplot je prostodostopni odprtokodni računalniški program z ukazno vrstico namenjen za izdelavo in izrisovanje dvorazsežnih in trirazsežnih grafov  funkcij, podatkov in prilagoditev podatkov. Uporablja se pri objavljanju kakovostne grafike kot tudi pri izobraževanju. gnuplot se lahko izvaja na večini glavnih računalnikov in operacijskih sistemih (Unix, GNU/Linux, MS Windows, OS X in drugih). Program sta leta 1986 razvila Thomas Williams in Colin D. Kelley, tedaj študenta Univerze Villanova v Filadelfiji. Prvo različico programa sta objavila leta 1987 v Usenet novičarski skupini sci.math. Navkljub imenu, ki spominja na 'GNUplot', se programje ne distribuira pod licenco Splošnega dovoljenja GNU (GPL) in ima bolj omejevalno odprtokodno licenco.

## Osnovne značilnosti
gnuplot lahko izvede izhod neposredno na zaslon ali v mnogih slikovnih formatih grafičnih datotek, na primer: PNG, JPEG, PS, EPS, PDF, SVG ipd. Lahko izvede kodo v LaTeX, ki se lahko neposredno vključi v dokumente LaTeX, kar omogoča rabo črkovnih naborov LaTeX in močne zmožnosti zapisa enačb. Program se lahko uporablja tako interaktivno kot v načinu paketnih datotek s pomočjo skript.
Program je dobro podprt in dokumentiran. Dobro pomoč je lahko najti na spletu.
gnuplot se uporablja kot izrisovalni pogon v programih za simbolno računanje Maxima in gretl. Tudi program Octave poleg izrisovalnega orodja Grace zna uporabljati gnuplot. gnuplot se lahko uporablja v različnih programskih jezikih, na primer Perl (prek CPAN), Python (prek Gnuplot-py in Sage), java (prek jgnuplot), Ruby (prek Ruby Gnuplot), Ch (prek Ch Gnuplot) in Smalltalk (Squeak in GNU Smalltalk). gnuplot podpira tudi rabo cevovodov.
gnuplot je napisan v programskem jeziku C.
- Gnuplot v interaktivni rabi.
- Graf raztrosa 57.992 vzorcev iz podatkov v besedilni datoteki.
- Logaritemska spirala.
- Začetek škatlastega tira

Ime programa sta Williams in Kelley izvirno izbrala, da bi se izognila težavam z obstoječim programom »newplot«. Bil je kompromis med Williamsovim predlogom »llamaplot« in Kelleyjevim predlogom »nplot«.

## Različice
- gnuplot 4.7: v razvoju
- gnuplot 4.6: 12. marec 2012
- gnuplot 4.4: 13. marec 2010
- gnuplot 4.0: 27. oktober 2004